# Salvador de Padreiro
Salvador de Padreiro is een plaats (freguesia) in de Portugese gemeente Arcos de Valdevez en telt 302 inwoners (2001).

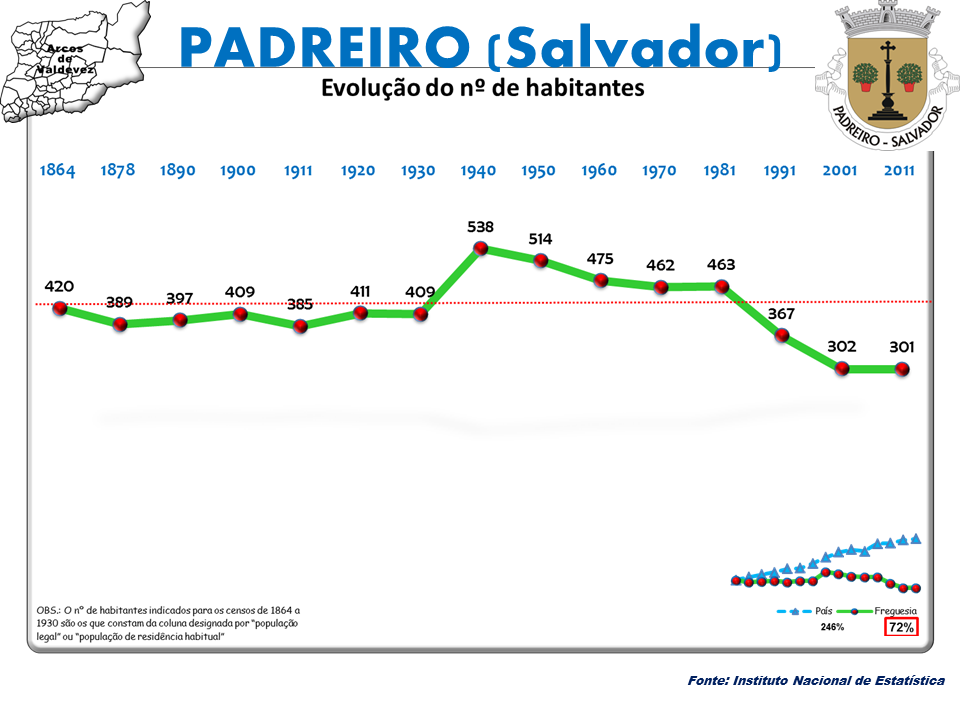
Bevolkingsontwikkeling tussen 1864 en 2011